# Ipidia sexguttata
Ipidia sexguttata – gatunek chrząszcza z rodziny łyszczynkowatych i podrodziny Nitidulinae.
Gatunek ten opisany został w 1834 roku przez Reinholda Ferdinanda Sahlberga pod nazwą Nitidula sexguttata.
Chrząszcz o ciele w zarysie bardziej owalnym i silniej wypukłym niż I. binotata, lekko owłosionym, osiągający od 2 do 4 mm długości. Ubarwienie ma błyszcząco czarne z rdzawoczerwonymi czułkami, stopami i trzema parami plam na pokrywach. Przedplecze ma boczne krawędzie obrzeżone wałeczkowato, a powierzchnię z punktami dwóch różnych rozmiarów. Pokrywy mają słabo widoczne żeberko za guzem barkowym.
Gatunek palearktyczny, znany z Finlandii, Niemiec, Austrii, Włoch (doniesienie niepewne), Polski, Czech, Ukrainy, Rumunii, Bośni i Hercegowiny, europejskiej części Rosji, azjatyckiej części Turcji i Zakaukazia. W Polsce znaleziony został jednokrotnie, w XIX wieku w okolicy Żywca.